# Bahnwärter Thiel (1982)
Bahnwärter Thiel ist ein im Auftrag des Fernsehens der DDR hergestellter Spielfilm der DEFA von Hans-Joachim Kasprzik aus dem Jahr 1982 nach der gleichnamigen Novelle von Gerhart Hauptmann aus dem Jahr 1888.

## Handlung
Der Film hält sich eng an Hauptmanns Novelle. Lediglich am Anfang zeigen einige Szenen das in der Vorlage nicht explizit erwähnte Glück Thiels mit seiner ersten Frau. Auch die letzte Szene, welche Thiel in der Psychiatrie zeigt, kommt in der Novelle nicht vor.

## Produktion
Bahnwärter Thiel wurde auf ORWO-Color gedreht und hatte seine Erstausstrahlung am 21. November 1982 im 1. Programm des Fernsehens der DDR. Davor gab es eine Voruraufführung am 23. September 1982 im Kino Vorwärts in Erkner, die von der Gedenkstätte Erkner organisiert wurde. Die Dramaturgie des Films lag in den Händen von Bernd Schirmer.

## Kritik
Henryk Goldberg hob im Neuen Deutschland die geschlossene Ensembleleistung, die sinnlich beklemmend die menschenzerstörende Mentalität einer Gesellschaft in symbolträchtigen Bildern beschwor, hervor.
Für Dieter Krebs von der Berliner Zeitung war es ein aufregender, aufwühlender Fernsehabend, ein Paradebeispiel hoher Regie- und Darstellungskunst.
Das Lexikon des internationalen Films stellt fest, dass mit diesem Film eine schauspielerisch eindrucksvolle, atmosphärisch dichte Fernsehverfilmung der Hauptmann-Novelle vorliegt.